# Chiesa di Santa Maria Assunta (Ranzanico)
La chiesa di Santa Maria Assunta è la parrocchiale di Ranzanico, in provincia e diocesi di Bergamo; fa parte del vicariato di Borgo di Terzo-Casazza.

## Storia
La primitiva chiesa di Ranzanico era di piccole dimensioni e fu eretta a parrocchiale dal vescovo Lodovico Donà il 16 agosto 1476 smembrandola dalla pieve di Mologno. Dalla relazione della visita pastorale dell'arcivescovo di Milano Carlo Borromeo del 1575, s'apprende che la chiesa era compresa nella vicaria di Mologno. Grazie ad un documento del 1666 noi oggi conosciamo che, allora, filiali della parrocchiale di Ranzanico erano gli oratori dei Santi Fermo e Rustico e di San Bernardino, siti nella medesima località. L'attuale parrocchiale venne edificata tra il 1786 ed il 1791 inglobando la chiesetta medievale, che fu ridotta a presbiterio. Nel 1826 la torre campanaria venne sopraelevata e furono aggiunte alle tra campane esistenti altre due. Dal 1861 l'oratorio di San Bernardino è attestato come unica filiale della chiesa di Santa Maria Assunta. 
L'edificio venne ampliato nel 1894 in seguito al considerevole aumento della popolazione locale. Nel 1947 la facciata fu modificata e, nel 1963, si procedette al restauro dell'interno della chiesa. Nel 1971 la vicaria di Mologno venne soppressa e la chiesa entrò a far parte della zona pastorale XV, per poi essere aggregata al neo-costruito vicariato di Borgo di Terzo-Casazza nel 1979. Infine, tra il 1983 ed il 2011 la parrocchiale subì a più riprese dei lavori di ristrutturazione.